# Sångarbröderna
Sångarbröderna är en manskör från Boxholm som bildades år 1908. Kören framträder bland annat årligen på valborgsmässoafton i Boxholms Folkets Park med traditionella manskörssånger. 2008 fyllde sångarbröderna 100 år och det firades med en konsert i Boxholms kyrka.
Sångarbröderna har två syften:
- Att framföra manskörsmusik av bra kvalitet
- Att ha roligt tillsammans

## Diskografi
- Till bords
- 2008 - Gammal man gör så gött han kan

## DVD
- 2012 - Rock'in'Box 2012
- 2010 - Rock'in'Box 2010
- 2009 - Nisse P 5